# Kostel Narození Panny Marie (Andělská Hora)
Římskokatolický kostel Narození Panny Marie v Andělské Hoře je raně barokní stavba z roku 1672. Byl upraven roku 1719, po požáru roku 1734 a zhruba v polovině 19. století. Jde o trojlodní kostel s majestátní, 54 metrů vysokou věží, zakončenou barokní přílbou a dvěma věžními báněmi. Loď je zaklenuta valenou klenbou se štukovým zrcadlem.